# Други средњобосански корпус ЈВуО
Други средњобосански корпус је био корпус Југословенске војске у Отаџбини који је деловао на простору између Козаре и реке Босне на западу, реке Саве на северу и Зенице на југу.
Корпус је формиран издвајањем Вучјачке, Љубићке и Добојске бригаде из састава Средњобосанског корпуса, током октобра 1944. године и бројао је око 3.000 припадника.
Командант корпуса био је пешадијски потпуковник Сергије Живановић.

## Састав корпуса

### Команданти
- Командант: пешадијски потпуковник Сергије Живановић (до маја 1945), потом капетан Александар Аранђеловић

### Бригаде
- Вучјачка бригада
- Љубићка бригада
- Добојска бригада
- Тешањска бригада
- Дервентска бригада